# Exprompt
Exprompt — музыкальный квартет, в основе творчества которого лежит исполнение традиционной русской, классической, джазовой, современной и мировой музыки (world music) на русских народных инструментах (балалайка, домра, баян и балалайка-контрабас).

## История и творчество
Музыкальный ансамбль «Exprompt» был создан Алексеем и Ольгой Клещенко в г. Петрозаводске в 1995 году. Первоначально коллектив представлял из себя квинтет, однако со временем, музыканты отказались от использования ударных инструментов и остановились на классической форме квартет.

«Основной отличительной чертой квартета EXPROMPT стала индивидуальность аранжировок исполняемых произведений и нетривиальный подбор материала, демонстрирующий отменный вкус исполнителей и понимание ими всей прелести настоящей музыки».

Основой репертуара квартета является русская традиционная музыка в оригинальных обработках. Однако практически в любой из программок сегодняшних концертов Exprompt можно неизменно встретить имена таких композиторов, как Джанго Райнхардт, Астор Пьяццолла, Альфред Шнитке, Альбин Репников или Винченто Фьорино.
С 1998 года «Exprompt» становится лауреатом нескольких международных конкурсов в Италии и Германии. В частности, квартет завоевал первую премию на международном конкурсе «Citta' di Castelfidardo» и бронзовую медаль на конкурсе «Astor Piazzolla» в Италии.
В 2002 году квартет принимал участие в Европейском туре Ричи Блекмора (экс-гитарист легендарной группы Deep Purple) с проектом Blackmore’s Night.

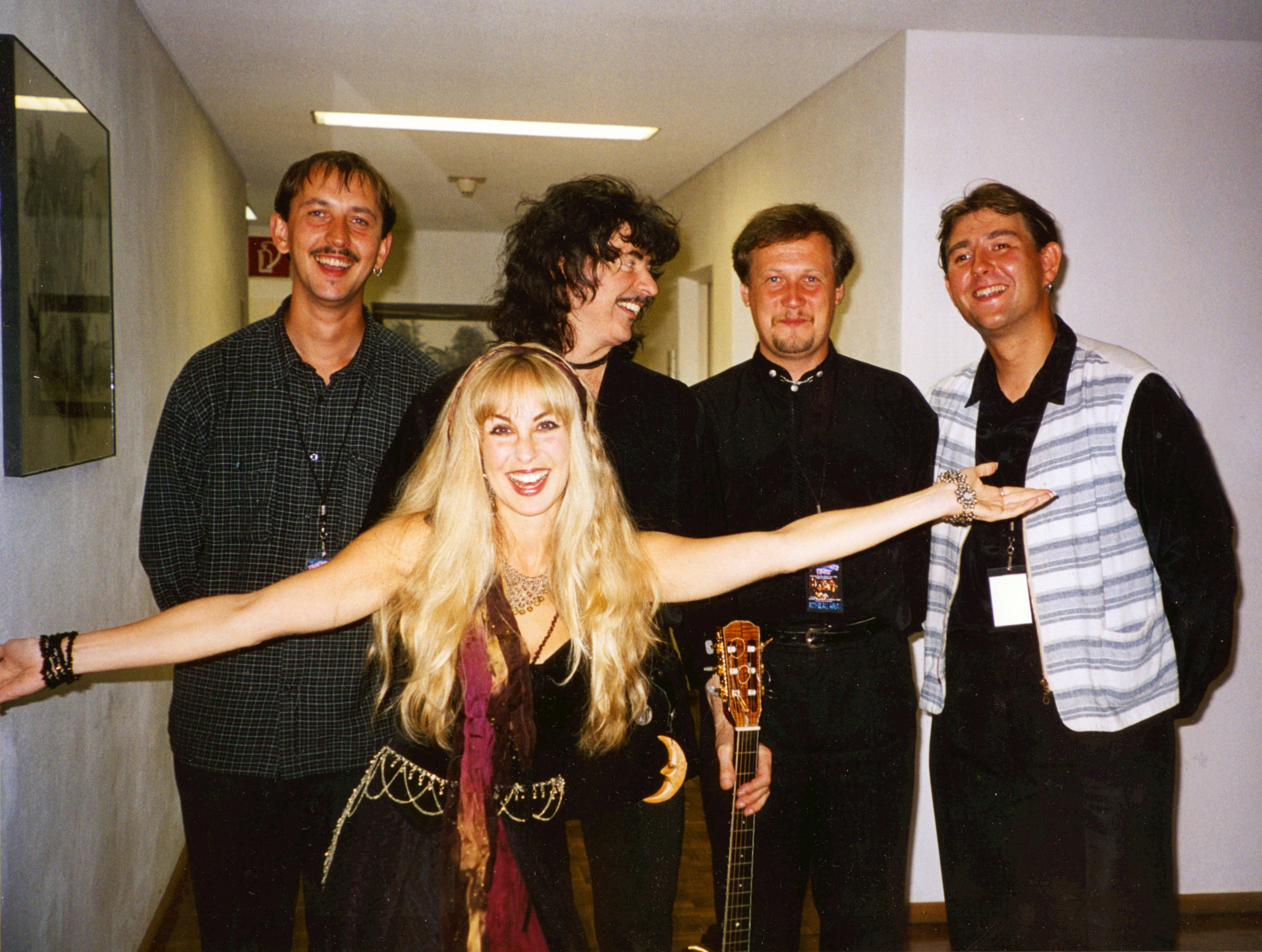
Участие в проекте Blackmore’s night. Memmingen 2002.

В 2008 году «Exprompt» становится обладателем престижной Европейской премии в области мировой музыки «Eiserner Eversteiner Архивная копия от 19 января 2015 на Wayback Machine» на конкурсе Plauener Folkherbst в Германии и единственным, на сегодняшний день, коллективом из России, удостоенным этой премии за все время её существования. Именно с этого момента начинается «новая жизнь» квартета — активная гастрольная деятельность в Европе и России.

«Музыкантам удалось создать синтез лучших традиций русского фольклора и народной музыки с традициями классического камерного жанра — квартет, которому присущи не только филигранность исполнения и удивительная ансамблевая игра, но также обаяние и большая эмоциональная отдача исполнителей.»

В 2009 году «Exprompt» сотрудничал с советским композитором Оскаром Борисовичем Фельцманом. Его творчеству был посвящён концерт, где по рекомендации самого композитора прозвучали редко исполняемые романсы на стихи Инны Лиснянской.
Квартет «Exprompt» неоднократно принимал участие во многих международных фестивалях, среди которых Folkbaltica и самый крупный фестиваль фольклорной и мировой музыки (Weltmusik) в Европе — TFF Rudolstadt.

«Exprompt» способен проникнуть в душу! И это нечто совсем необычное, то, что делают с вами профессиональные музыканты: от однозвучного звучания колокольчика до свинга Дж. Райнхардта, по иному звучащему или от жалоб Фигаро в своей каватине из оперы Дж. Россини «Севильский цирюльник».
— Ральф Снурава, Sueddeutsche Zeitung
Мировая музыка или «World music», как музыкальное направление, становится основным в репертуарной политике квартета.
Аудио и видеоаписи концертов квартета «Exprompt» имеют в своей фонотеке такие европейские и Российские телерадиокомпании как WDR (West Deutsche Rundfunk), MDR — Figaro (Mittele Deutsche Ruhdfunk), HR2 (Hessischer Rundfunk Frankfurt am Main), NDR (Nord-Deutsche Rundfunk), телеканал Россия Культура и Радио Орфей (Россия).
В 2011 году немецкая телерадиокомпания WDR] вела прямую трансляцию с концерта «Exprompt» в знаменитом концертном зале «Oetker-Halle» в Билефельде. (Германия)
С 2012 года «Exprompt» связывает творческая дружба с народным артистом России, Сергеем Петровичем Никоненко. Плодом совместной работы стала программа «Божья дудка». Это литературно-музыкальная композиция посвящённая творчеству русского поэта, Сергея Есенина. Песни на стихи Есенина в этой программе исполнил Валерий Кучеренко (тенор, Москва).
В 2014 году «Exprompt» повторно принимал участие в знаменитом Европейском фестивале TFF Rudolstadt в Германии. Одновременно контрабасист Евгений Тарасенко в рамках фестиваля представлял Россию в проекте «Magic Bass». Особенность проекта заключалась в том, что музыканты из разных стран, играющие на басовых инструментах, таких как серпент, бас саксофон, бас кларнет, монгольский контрабас, русская балалайка-контрабас, бас-гитара и классический скрипичный контрабас, создали совместную программу и исполнили её на нескольких концертных площадках фестиваля. Запись концерта производила немецкая радиокомпания BR-Klassik.
В 2018 году EXPROMPT стал финалистом уникального проекта телеканала «Россия Культура». «Квартет 4х4» и таким образом вошел в четверку лучших квартетов России.

## Награды
- 1997 — 1 премия на конкурсе «Die golden Säge», Германия.
- 1998 — 1 премия на конкурсе «Cita di Castelfidardo», Италия.
- 1998 — Бронзовая медаль конкурса «Astor Piazzolla», Италия.
- 2008 — Премия «Eisernen Eversteiner», Германия.
- 2018 — Финалист первого телевизионного конкурса телеканала Россия Культура «Квартет 4х4».

## Состав квартета «Exprompt»
- Алексей Клещенко — балалайка, модерация.
- Ольга Клещенко — домра малая, домра альт.
- Евгений Тарасенко — балалайка-контрабас.
- Николай Истомин — баян.

## Дискография
- 2000 — «Weltmusik aus Russland» (World music из России)
- 2004 — «Live Konzert» (Живой концерт)
- 2008 — «Wir kommen aus Russland» (Мы из России)
- 2014 — «Der blaue Ballon» (Крутится, вертится…)[3].
- 2018 — «Russkaja…»